# Geração Z nos Estados Unidos
A Geração Z (ou Gen Z para abreviar), coloquialmente conhecida como Zoomers, é a coorte demográfica que sucede aos Millennials e precede a Geração Alfa.
Os membros da Geração Z nasceram entre meados e final da década de 1990 e o início da década de 2010, sendo a geração normalmente definida como aqueles nascidos entre 1997 e 2012. Por outras palavras, a primeira vaga atingiu a maioridade durante a segunda década do século XXI, uma época de mudanças demográficas significativas devido ao declínio das taxas de natalidade, ao envelhecimento da população e à imigração. Os americanos que cresceram nas décadas de 2000 e 2010 registaram ganhos em pontos de QI, mas perdas em criatividade. Eles também atingem a puberdade mais cedo do que as gerações anteriores.
Durante as décadas de 2000 e 2010, enquanto os educadores ocidentais em geral e os professores americanos em particular se concentravam em ajudar os alunos com dificuldades em vez dos alunos talentosos, os estudantes americanos da década de 2010 tiveram um declínio na literacia matemática e na proficiência em leitura e estavam atrás dos seus homólogos de outros países, especialmente do Leste Asiático. No geral, são financeiramente cautelosos, e estão cada vez mais interessados em alternativas à frequência de instituições de ensino superior, sendo os jovens os principais responsáveis por esta tendência.
Eles familiarizaram-se com a Internet e os dispositivos digitais portáteis ainda jovens (como "nativos digitais"), mas não são necessariamente alfabetizados digitalmente, e tendem a ter dificuldades num ambiente de trabalho digital. A maioria utiliza pelo menos uma plataforma de redes sociais, o que leva a preocupações de que passar tanto tempo nas redes sociais pode distorcer a sua visão do mundo, dificultar o seu desenvolvimento social, prejudicar a sua saúde mental, expô-los a materiais inapropriados, e levá-los a tornarem-se viciados. Embora confiem mais nos meios de comunicação tradicionais do que no que veem online, tendem a ser mais céticos em relação às notícias do que os seus pais.
Embora a maioria dos jovens americanos do final da década de 2010 tivesse opiniões políticas de esquerda, a Geração Z tem vindo a mudar para a direita desde 2020. Mas a maioria dos membros da Geração Z está mais interessada em progredir nas suas carreiras do que em buscar causas políticas idealistas. Além disso, existe uma disparidade significativa entre os sexos, com implicações para as famílias, a política e a sociedade em geral. Como eleitores, os membros da Geração Z não se alinham estreitamente com nenhum dos principais partidos políticos; a sua principal questão é a economia. Como consumidores, as compras reais da Geração Z não refletem os seus ideais ambientais. Os membros da Geração Z, especialmente as mulheres, também têm menos probabilidades de serem religiosos do que as coortes mais velhas.
Embora a cultura jovem americana se tenha tornado altamente fragmentada no início do século XXI, um produto do crescente individualismo, a nostalgia é uma característica importante da cultura jovem nas décadas de 2010 e 2020.